# 山口蒼輪
山口 蒼輪（やまぐち そうりん、1913年12月16日 - 1950年6月25日）は日本画家、本名は山口 肇。

## 生涯
長野県南安曇郡烏川村（現・安曇野市）の旧家に生まれる。幼少時から病弱であったが、日本画を赤羽雪邦、書を小穴喜一、修身・国語・漢文を浅井洌に学ぶ。1928年に上京し、日本美術学校で日本画を学ぶが一年余で中途退学する、その後は中村岳陵の弟子となり、蒼野社画塾に入塾、「蒼輪」の号を授かる。第17回院展に「草」で初入選し、以後は「菊」「果実」などで入選を重ね、1935年に院友に推挙された。1945年に帰郷し、農業に従事しながら、同志と「銀嶺会」を結成し、全信州美術展、長野県展などに出品したが、心臓麻痺により37歳で急逝した。
生家の山口家は江戸時代、周辺地域である安曇郡長尾組（安曇野市三郷・堀金地域十六ヶ村）を指揮する大庄屋を歴任した家柄で、松本藩の材木奉行を歴任したこともあり、藩主も度々逗留に利用し、明治時代にはＷ・ウェストンも宿泊で利用している。邸宅は書院造で、天和～貞享（1681～1688年）年間に作庭された庭園は安曇野市指定文化財、長野県指定名勝。